# Кінцевий монтаж (фільм, 2022)
«Кінцевий монтаж» (фр. Coupez !) — фільм-комедія про зомбі, режисера Мішеля Азанавічуса. Це французький рімейк японського фільму 2017 року One Cut of the Dead. У головних ролях Ромен Дюріс і Береніс Бежо.
Прем'єра фільму у Франції відбулася 17 травня 2022 року, і в той же день — на Каннському кінофестивалі.

## Актори
- Ромен Дюріс — Ремі/Хігураші
- Береніс Беджо — Надя/Нацумі
- Грегорі Гадебуа — Філіп/Осода
- Фіннеган Олдфілд — Рафаель/Кен
- Матильда Лутц — Ава/Чінацу
- Себастьєн Шассань — Армель/Ямакоші
- Рафаель Кенар — Джонатан/Акіра
- Ліс Салем у ролі Муніра
- Сімона Азанавічус — Ромі
- Агнес Херстель — Лора
- Чарлі Дюпон у ролі Фредо
- Луана Байрамі — Джоанна
- Райка Азанавічус — Манон
- Жан-Паскаль Заді — Віра

## Виробництво
Зйомки розпочалися 19 квітня 2021 року в Парижі.

## Випуск
Прем'єра фільму мала відбутися на кінофестивалі « Санденс» у січні 2022 року, але його було знято з фестивалю після того, як живі покази були скасовані у відповідь на зростання кількості випадків COVID-19. Пізніше було оголошено, що прем'єра відбудеться на Каннському кінофестивалі 2022 року. Спочатку запланований на 15 червня 2022 року, загальнонаціональний реліз у Франції був перенесений на 17 травня 2022 року, в той же день, що й прем'єра фестивалю. У квітні 2022 року Український інститут закликав фестиваль і Хазанавічуса перейменувати французьку назву фільму Z (comme Z), оскільки буква Z стала мілітаристським символом підтримки російського вторгнення в Україну. Азанавічус спершу сказав, що вже пізно змінювати назву, але він переконав, що під час фестивалю фільм буде називатися виключно міжнародною назвою Final Cut. Однак 25 квітня 2022 року було оголошено, що французьку назву було змінено на Coupez!.